# 圣瑟韦迪穆斯捷
圣瑟韦迪穆斯捷（法語：Saint-Sever-du-Moustier，法語發音：[sɛ̃ səve dy mustje]）是法国阿韦龙省的一个市镇，属于米约区。

## 地理
圣瑟韦迪穆斯捷（43°46'33"N, 2°41'59"E）面积26.03 平方千米，位于法国奧克西塔尼大區阿韦龙省，该省份为法国南部内陆省份，位于法國中央高原南部，北起顺时针与康塔爾省、洛泽尔省、加尔省、埃罗省、塔恩省、塔恩-加龙省和洛特省接壤。
与圣瑟韦迪穆斯捷接壤的市镇（或旧市镇、城区）包括：朗斯河畔贝尔蒙、孔布雷、拉瓦勒-罗克瑟济耶尔、米拉松、拉卡佩勒埃斯克鲁、拉科讷。

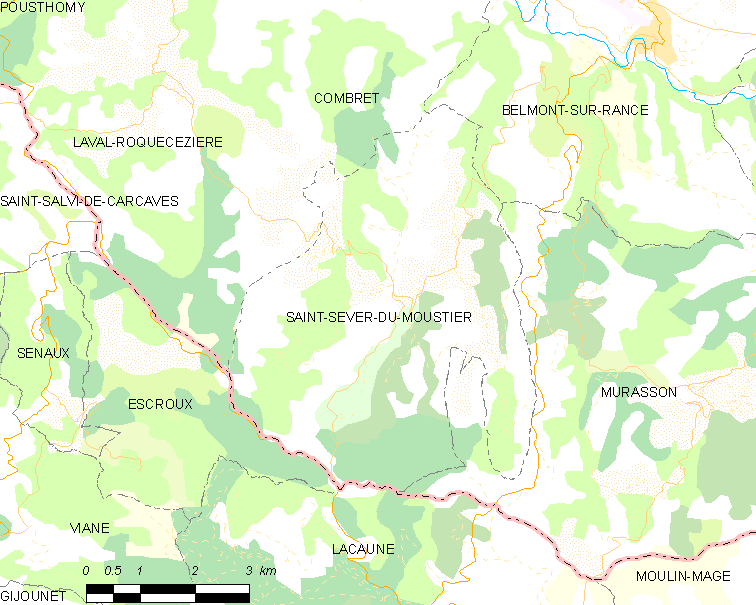
圣瑟韦迪穆斯捷的OSM定位图

圣瑟韦迪穆斯捷的时区为UTC+01:00、UTC+02:00（夏令时）。

## 行政
圣瑟韦迪穆斯捷的邮政编码为12370，INSEE市镇编码为12249。

## 政治
圣瑟韦迪穆斯捷所属的省级选区为科斯-鲁日耶县。

## 人口

1962-2008年间圣瑟韦迪穆斯捷人口变化图示

圣瑟韦迪穆斯捷于2022年1月1日时的人口数量为180人。